# Židovský hřbitov v Telicích
Židovský hřbitov v Telicích se nachází na okraji lesa asi 800 m severně od středu obce. Byl založen asi kolem roku 1744 a je přístupný po polní cestě odbočující doleva ze silnice na Milevo. Hřbitov bývá také někdy uváděn jako židovský hřbitov v Prostiboři, která je nedaleko. Nachází se na úpatí kopce Valuška (485 m) s pěkným výhledem na okolí bez přístupové cesty. Je chráněn jako kulturní památka České republiky.
Dochovalo se zde přes 240 čitelných náhrobků z let 1746–1937, zbytky ohradního zdiva a ruiny márnice.
Ve vsi stávala i synagoga, z větší části asi zhotovená ze dřeva, beze stop však zanikla.

## Galerie

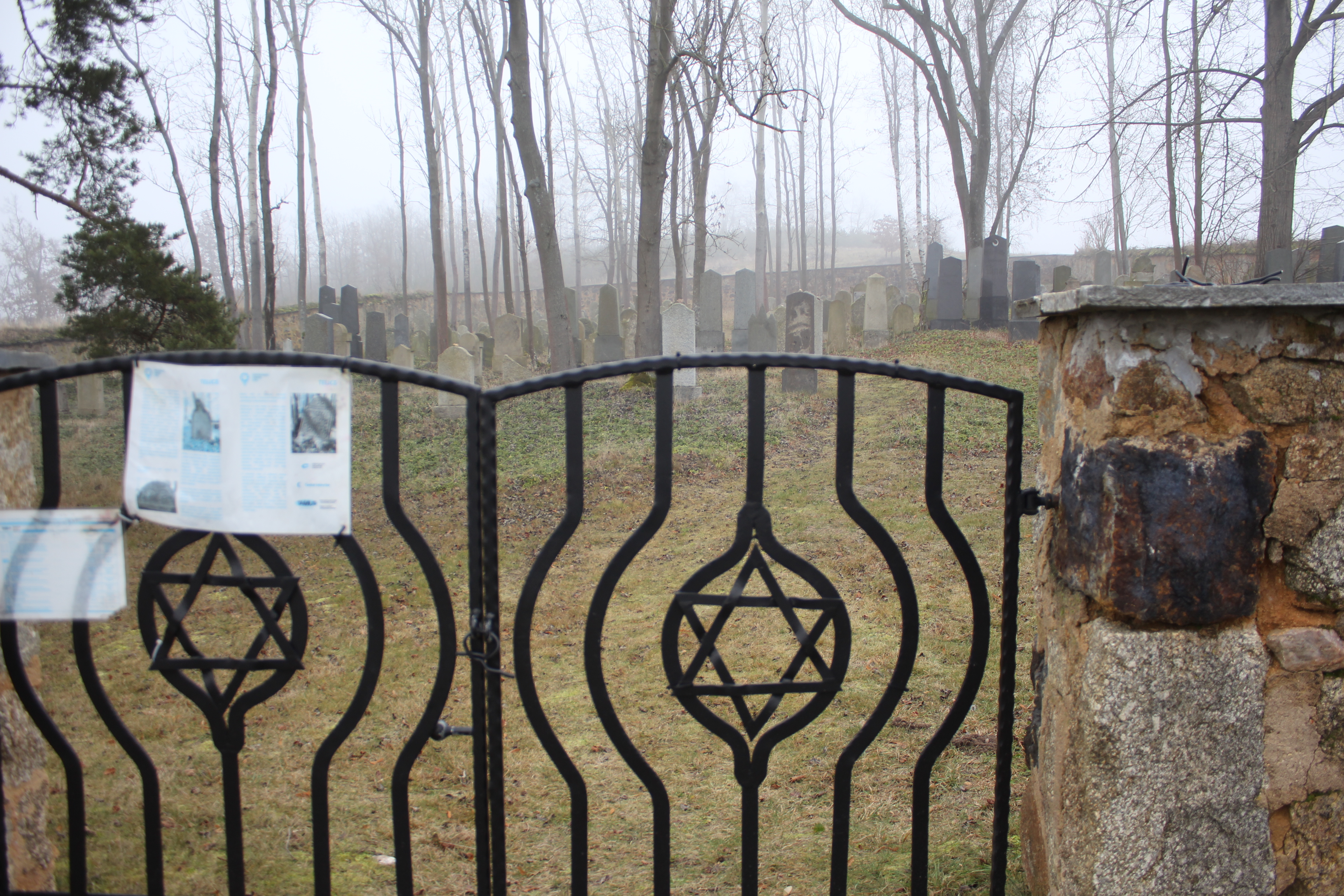
Vstup na hřbitov
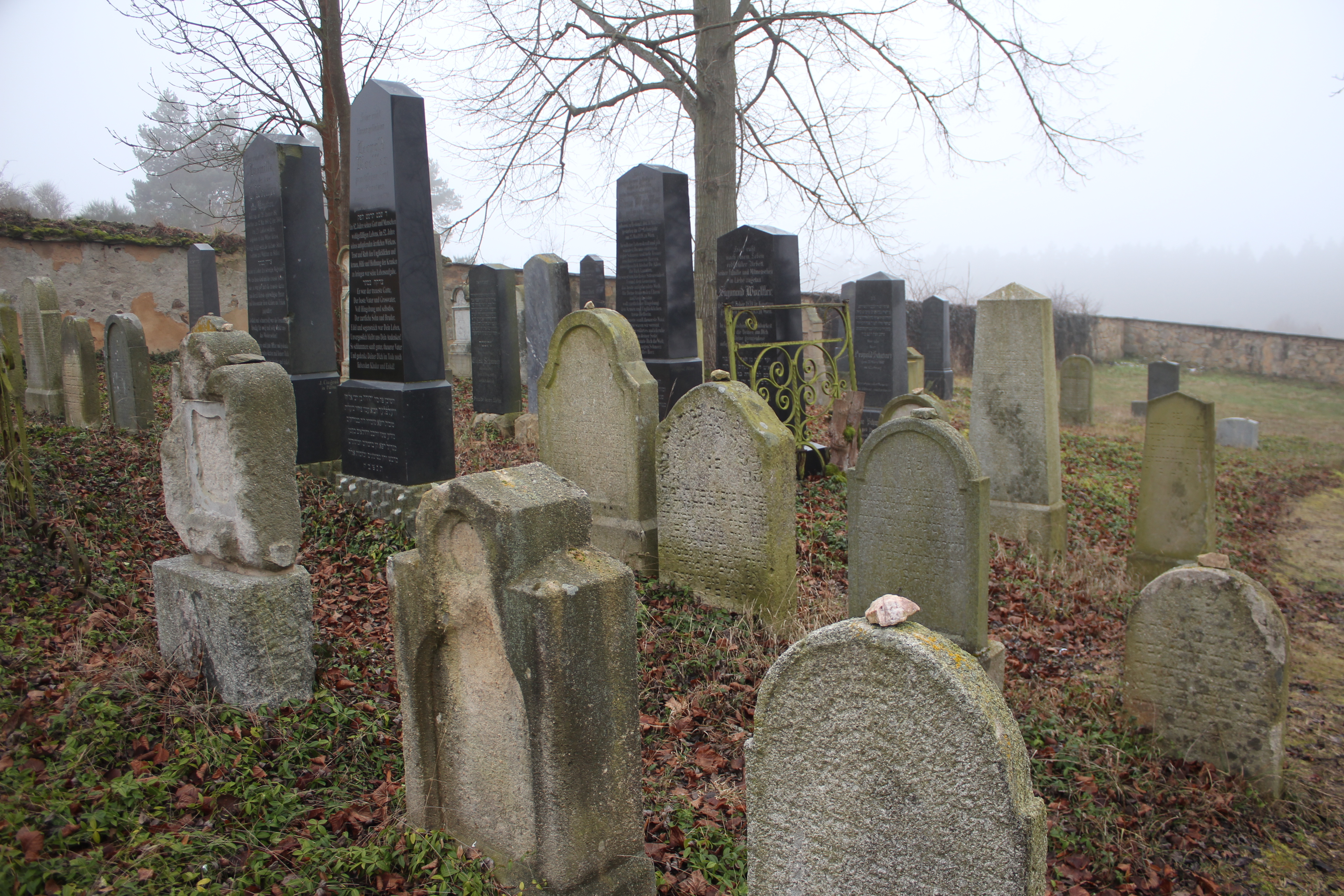
Náhrobky
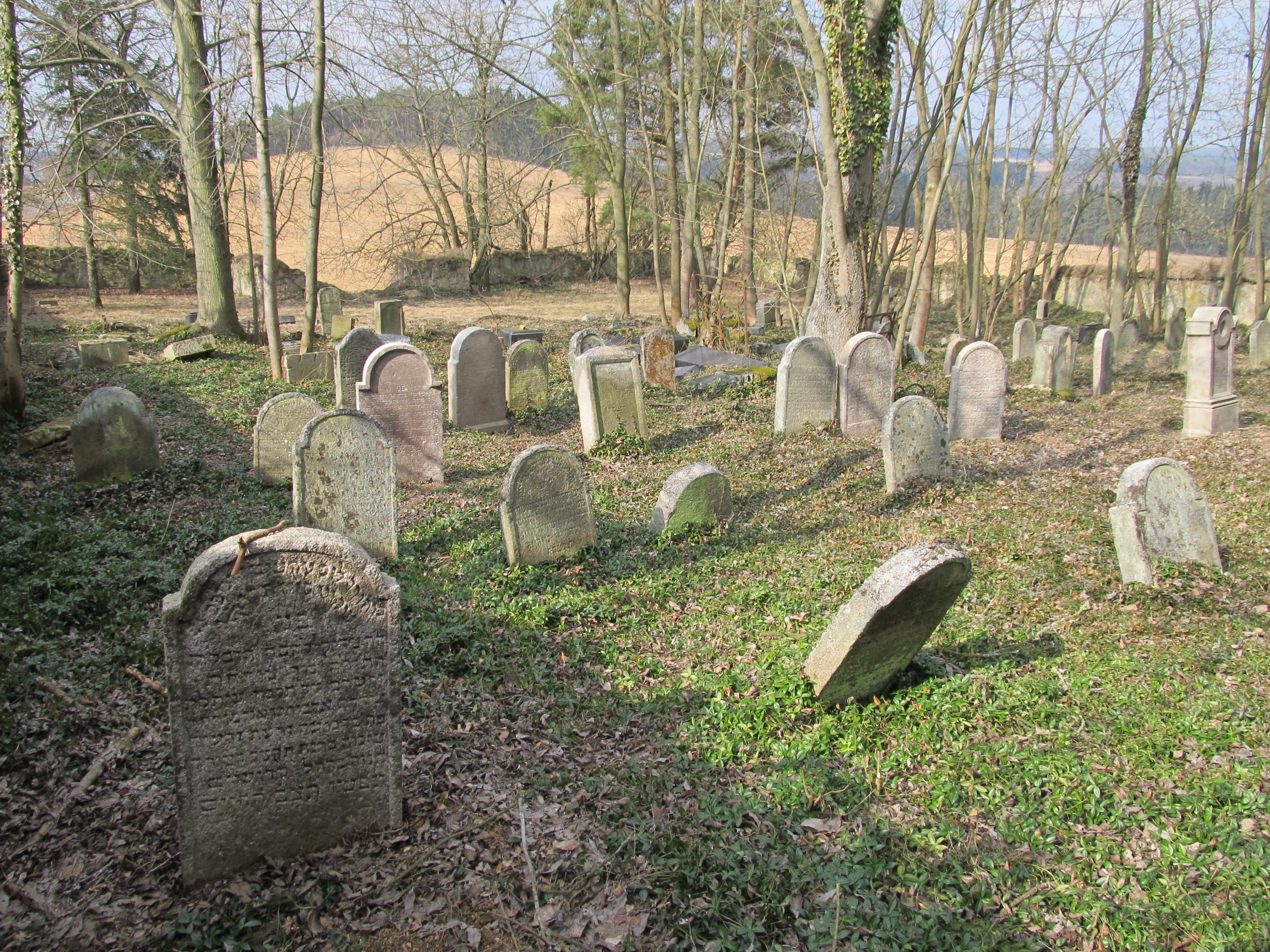
Náhrobky
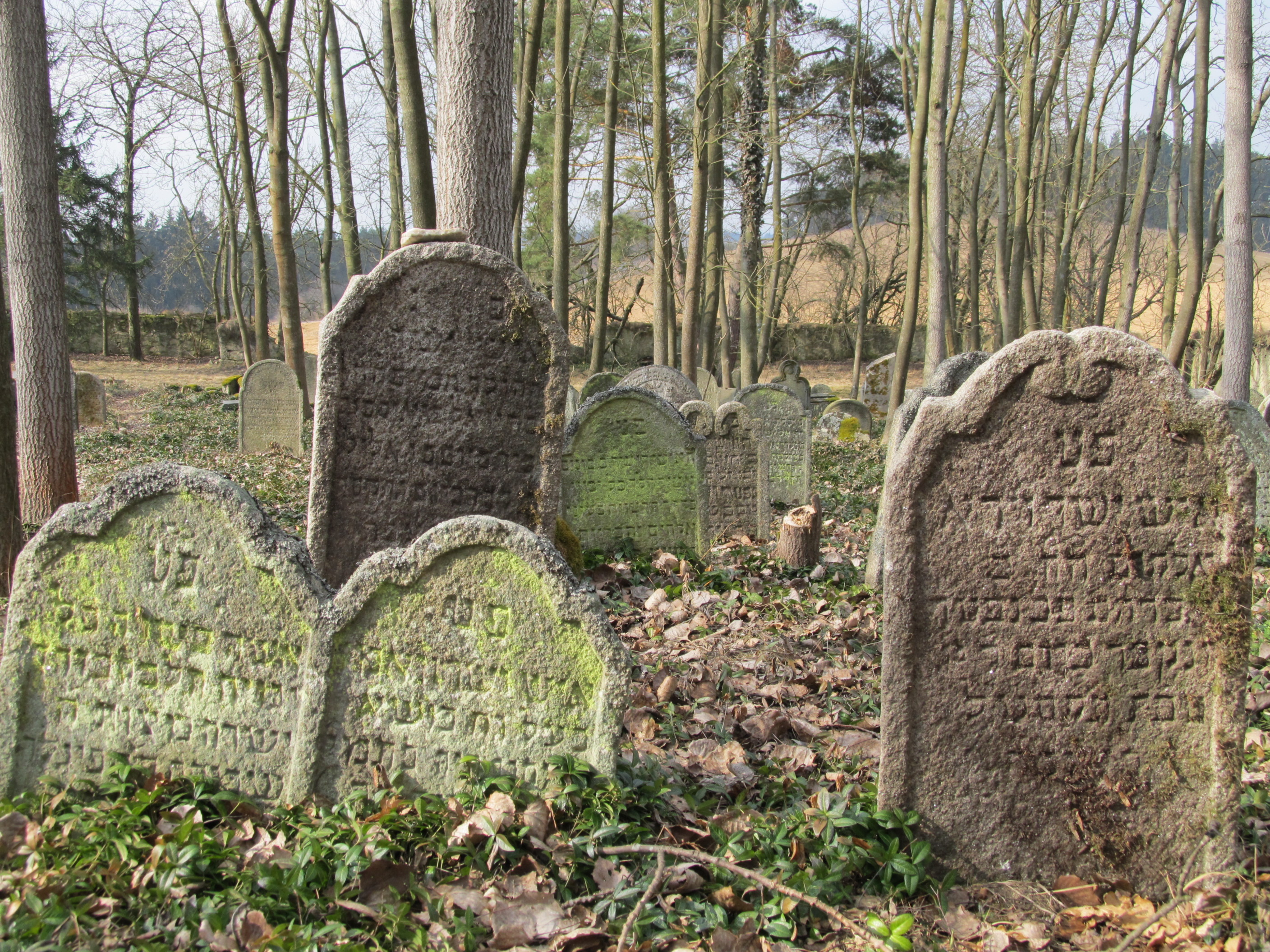
Náhrobky